# خلايا يومي
خلايا يومي (بالكورية: 유미의 세포들)؛ هو مسلسل تلفزيوني كوري جنوبي لعام 2021، استنادًا إلى الويبتون الذي يحمل نفس الاسم، عرض على منصة Tving في 17 سبتمبر 2021، بث كل يوم الجمعة والسبت الساعة 22:50 بتوقيت كوريا. كما تم عرضه بنفس الوقت على تي في ان. عرض الموسم الثاني من 10 يونيو إلى 22 يوليو 2022. ومن المقرر عرض الموسم الثالث في 2026.
في 8 سبتمبر 2021، أعلنت Tving أن المحتوى الأصلي «خلايا يومي» سيكون متاحاً في أكثر من 160 دولة حول العالم عبر المنصات العالمية، بما في ذلك أوروبا وأمريكا الشمالية وجنوب شرق آسيا.

## نظرة عن السلسلة
| الموسم | الحلقات | الحلقات | الأصلي         | الأصلي         | الفترة الزمنية                   | المشاهدات (بالالاف) |
| الموسم | الحلقات | الحلقات | الأول          | الأخير         | الفترة الزمنية                   | المشاهدات (بالالاف) |
| ------ | ------- | ------- | -------------- | -------------- | -------------------------------- | ------------------- |
| 1      | 14      | 14      | 17 سبتمبر 2021 | 30 أكتوبر 2021 | الجمعة والسبت الساعة 22:50 (KST) | 681                 |
| 2      | 14      | 14      | 10 يونيو 2022  | 22 يوليو 2022  | الجمعة الساعة 16:00 (KST)        | غ/م                 |
| 3      | 8       | 8       | 2026           | 2026           | سيُعلن                            | سيُعلن               |

## القصة
تدور أحداث القصة حول موظفة عادية تُدعى “يُومي” ، سقطت خلايا الحب الخاصة بها في غيبوبة نتيجة صدمة تلقتها أثناء مُرُورِها بعلاقة فاشلة، كما سيتبع المسلسل نموها وتغيرها حيث تستيقظ خلايا الحب في دماغها من جديد بمساعة غو وونغ وزملائها في العمل.
جو وونغ”مطور ألعاب فيديو شاب، يفكر باستخدام خوارزمية بسيطة ليوقظ خلايا الحب في دماغ يُومي بشخصيته الرائعة والصادقة.

## الطاقم

### رئيسي
- كيم غو أون في دور كيم يومي، عاملة مكتب عادية.[15][16]
- اهن بو هيون فب دور كوو وونغ، مطور ألعاب خبير (لي جاي وون الموسم 3).[17][11]
- بارك جين يونغ في دور يو با بي / بوبي، صديق يومي الثاني (الموسم 1~2).[18]
- لي يو بي في دور روبي، زميلة يوومي في العمل التي تفخر بإتقان علاقات المواعدة، تمتلك مهارات مختلفة في العلاقات، كما انها شابة نشطة وحنونة تعرف كيف تعتني بالأشخاص المحيطين بها.[19]
- بارك جي هيون في دور سيو ساي يي، زميلة كوو وونغ و «صديقة». تحلم بأن تصبح أفضل مديرة فنية.[20]

### داعم
- جونغ سون وون كرئيس نام.[20]
- كيم تشا يون بدور بوون هي، موظفة في قسم تسويق المعكرونة الكوري.[21]

## المشاهدات
| الموسم | الموسم | رقم الحلقة | رقم الحلقة | رقم الحلقة  | رقم الحلقة  | رقم الحلقة | رقم الحلقة | رقم الحلقة | رقم الحلقة  | رقم الحلقة | رقم الحلقة  | رقم الحلقة | رقم الحلقة | رقم الحلقة | رقم الحلقة | المتوسط     |
| الموسم | الموسم | 1          | 2          | 3           | 4           | 5          | 6          | 7          | 8           | 9          | 10          | 11         | 12         | 13         | 14         | المتوسط     |
| ------ | ------ | ---------- | ---------- | ----------- | ----------- | ---------- | ---------- | ---------- | ----------- | ---------- | ----------- | ---------- | ---------- | ---------- | ---------- | ----------- |
|        | 1      | 521        | 616        | 538         | 823         | 654        | 753        | 658        | 714         | 832        | 783         | 528        | 739        | 617        | 769        | 681         |
|        | 2      | 320        | 343        | ستُعلن لاحقًا | ستُعلن لاحقًا | 272        | 255        | 299        | ستُعلن لاحقًا | 269        | ستُعلن لاحقًا | 270        | 291        | 267        | 247        | ستُعلن لاحقًا |

### الموسم 1
| متوسط تقييمات مشاهدة التلفزيون (الموسم 1) | متوسط تقييمات مشاهدة التلفزيون (الموسم 1) | متوسط تقييمات مشاهدة التلفزيون (الموسم 1) | متوسط تقييمات مشاهدة التلفزيون (الموسم 1) |
| رقم                                       | تاريخ البث                                | متوسط حصة الجمهور                         | متوسط حصة الجمهور                         |
| رقم                                       | تاريخ البث                                | تقييمات AGB Nielsen                       | تقييمات AGB Nielsen                       |
| رقم                                       | تاريخ البث                                | على الصعيد الوطني                         | سيئول                                     |
| ----------------------------------------- | ----------------------------------------- | ----------------------------------------- | ----------------------------------------- |
| 1                                         | 17 سبتمبر 2021                            | 2.072%                                    | 2.386%                                    |
| 2                                         | 18 سبتمبر 2021                            | 2.390%                                    | 2.564%                                    |
| 3                                         | 24 سبتمبر 2021                            | 1.871%                                    | 2.323%                                    |
| 4                                         | 25 سبتمبر 2021                            | 2.545%                                    | 3.301%                                    |
| 5                                         | 1 أكتوبر 2021                             | 2.036%                                    | 2.333%                                    |
| 6                                         | 2 أكتوبر 2021                             | 2.384%                                    | 2.889%                                    |
| 7                                         | 8 أكتوبر 2021                             | 2.089%                                    | 2.458%                                    |
| 8                                         | 9 أكتوبر 2021                             | 2.093%                                    | 2.235%                                    |
| 9                                         | 15 أكتوبر 2021                            | 2.660%                                    | 3.089%                                    |
| 10                                        | 16 أكتوبر 2021                            | 2.312%                                    | 2.700%                                    |
| 11                                        | 22 أكتوبر 2021                            | 1.906%                                    | 2.341%                                    |
| 12                                        | 23 أكتوبر 2021                            | 2.340%                                    | 2.965%                                    |
| 13                                        | 29 أكتوبر 2021                            | 2.037%                                    | 2.590%                                    |
| 14                                        | 30 أكتوبر 2021                            | 2.485%                                    | 2.828%                                    |
| المعدل                                    | المعدل                                    | 2.230%                                    | 2.643%                                    |

### الموسم 2
| متوسط تقييمات مشاهدة التلفزيون (الموسم 2) | متوسط تقييمات مشاهدة التلفزيون (الموسم 2) | متوسط تقييمات مشاهدة التلفزيون (الموسم 2) | متوسط تقييمات مشاهدة التلفزيون (الموسم 2) |
| رقم                                       | تاريخ البث                                | متوسط حصة الجمهور                         | متوسط حصة الجمهور                         |
| رقم                                       | تاريخ البث                                | تقييمات "نيلسن كوريا"                     | تقييمات "نيلسن كوريا"                     |
| رقم                                       | تاريخ البث                                | على الصعيد الوطني                         | سيئول                                     |
| ----------------------------------------- | ----------------------------------------- | ----------------------------------------- | ----------------------------------------- |
| 1                                         | 11 نوفمبر 2018                            | 1.379%                                    | 1.483%                                    |
| 2                                         | 12 نوفمبر 2018                            | 1.384%                                    | 1.415%                                    |
| 3                                         | 23 نوفمبر 2022                            | 1.047%                                    | N/A                                       |
| 4                                         | 24 نوفمبر 2022                            | 0.73%                                     | N/A                                       |
| 5                                         | 30 نوفمبر 2022                            | 1.326%                                    | 1.170%                                    |
| 6                                         | 1 ديسمبر 2022                             | 1.068%                                    | N/A                                       |
| 7                                         | 7 ديسمبر 2022                             | 1.359%                                    | 1.414%                                    |
| 8                                         | 8 ديسمبر 2022                             | 1.133%                                    | 1.259%                                    |
| 9                                         | 14 ديسمبر 2022                            | 1.247%                                    | N/A                                       |
| 10                                        | 15 ديسمبر 2022                            | 1.253%                                    | 1.584%                                    |
| 11                                        | 21 ديسمبر، 2022                           | 1.246%                                    | N/A                                       |
| 12                                        | 22 ديسمبر، 2022                           | 1.307%                                    | 1.586%                                    |
| 13                                        | 28 ديسمبر 2022                            | 1.204%                                    | N/A                                       |
| 14                                        | 29 ديسمبر 2022                            | 1.168%                                    | N/A                                       |
| المعدل                                    |                                           |                                           |                                           |

## الإنتاج

### ينتج
في 31 ديسمبر 2020، أفيد أن الويبتوون «خلايا يومي» المنشور على نافير، الذي ألفه وكتبه لي دونغ جون الذي حقق 3.2 مليار مشاهدة متراكمة، سيتم تحويله إلى مسلسل تلفزيوني، مع تأكيد ان الممثلة كيم جو ايون هي من ستكون البطلة النسائية. في أبريل 2021، أعلن عن قائمة الممثلين الرئيسيين هم كيم جو اون، آهن بو هيون، لي يو بي، بارك جي هيون.

### موسم 2
وفقًا لتقرير إخباري لـ News Inside ، سيكون للمسلسل أكثر من موسم. ومن المقرر بث الموسم الثاني في عام 2022. في 6 مايو 2022، أعلنت تيفينج إصدار الموسم الثاني والذي سيعرض فيه 10 يونيو 2022.

### موسم 3
في 19 مايو 2025 ، تم تأكيد عرض الموسم الثالث في النصف الأول من عام 2026 مع تاكيد انضمام كيم جاي وون بدور البطولة مع جو اون.

### التصوير
بدأ تصوير المسلسل في أبريل 2021،  في 18 يونيو، كشف أهن بو هيون في مقابلة أنه كان يصور حاليًا في مسلسل خلايا يومي.

### رسومات
إنتاج «خلايا يومي» باستخدام تنسيق جديد يجمع بين الحركة الحية والرسوم المتحركة ثلاثية الأبعاد، إنها المرة الأولى في الدراما الكورية التي يتم فيها استخدام مثل هذا الطرق لإنتاج مسلسل تلفزيوني، تم الاستعانة بشركة لوكوس لإنتاج الرسوم المتحركة للمسلسل، التي أنتجت رسوما مثل الأحذية الحمراء والأقزام السبعة.

## روابط خارجية
- خلايا يومي على موقع IMDb (الإنجليزية)
- خلايا يومي على موقع كينوبويسك (الروسية)
- خلايا يومي على موقع قاعدة بيانات الفيلم (الإنجليزية)
- خلايا يومي (الموسم 1) على هانسينما
- خلايا يومي (الموسم 2) على هانسينما